# Indira Vizcaíno Silva
Indira Vizcaíno Silva (Tijuana, 14 gennaio 1987) è una politica e docente messicana, governatrice dello Stato di Colima dal 1º novembre 2021.

## Biografia
Nata a Tijuana, nella Bassa California, il 14 gennaio 1987, Indira studia e si laurea nel 2010 in diritto all'Università di Colima e nel 2015 consegue un master sempre in diritto presso la stessa università.

### Carriera politica
Nei primi anni duemila entra in politica, nel Partito della Rivoluzione Democratica. È stata deputata federale dal 2009 al 2012 ricoprendo la sessantunesima legislatura. Dopodiché viene eletta sindaca del comune di Cuauhtémoc nel periodo 2012-2015. Cambia anche partito, uscendo dal PRD ed entrando invece nel Morena. Nel 2016 viene nominata Segretaria dello sviluppo sociale dello Stato di Colima, dove rimane per circa un anno. Nel 2018 torna ed essere deputata federale della sessantaquattresima legislatura, dove però rimane per pochi mesi.
Nel 2021 si candida alle elezioni per eleggere il governo di Colima nella coalizione dei partiti Morena e Nuova Alleanza, riuscendo ad essere eletta col 32,90% dei voti, dopo 92 anni di governi del PRI.